# 田坝乡 (泸定县)
田坝乡，是中华人民共和国四川省甘孜藏族自治州泸定县曾经下辖的一个乡。2019年12月，撤销田坝乡，将其所属行政区域划归泸桥镇管辖。

## 行政区划
田坝乡撤销前下辖以下地区：
田坝村、下田村、紫河村、木角村、木杉村、甘草村、磨河村、下松村和上松村。